# Rodolfo Micheli
Rodolfo Joaquín Micheli (Munro, 24 aprile 1930 – Buenos Aires, 27 dicembre 2022) è stato un calciatore argentino, di ruolo attaccante.

## Carriera

### Giocatore

#### Club
Micheli iniziò la carriera da professionista nell'Argentino de Quilmes nel 1950. Nel 1952 ritorna all'Independiente, dopo aver fatto parte delle giovanili. Disputa 147 partite segnando 52 reti. Nel 1958 si trasferisce al River Plate dove colleziona soltanto 2 presenze prima di essere ceduto al Club Atlético Huracán nel 1959.
Nel 1960 viene acquistato dal Club Deportivo Los Millonarios in Colombia, per poi tornare l'anno successivo in Argentina, dove viene tesserato dal Club Atlético Platense.

#### Nazionale
Con la Nazionale argentina colleziona 13 presenze tra il 1953 e il 1956 siglando 10 reti, di cui 8 nella Coppa America 1955, divenendone il capocannoniere e risultando decisivo per la conquista del trofeo.

### Allenatore
Micheli di recente ha iniziato ad allenare la squadra femminile del Club Atlético Los Andes .

## Palmarès

### Nazionale
- Campeonato Sudamericano de Football: 1

Cile 1955

### Individuale
- Capocannoniere del Campeonato Sudamericano de Football: 1

Cile 1955 (8 gol)